# Episodi di Holby City (sedicesima stagione)
La sedicesima stagione della serie televisiva Holby City è stata trasmessa in anteprima nel Regno Unito da BBC One tra il 15 ottobre 2013 e il 7 ottobre 2014.
| nº | Titolo originale                | Titolo italiano | Prima TV UK       | Prima TV Italia |
| -- | ------------------------------- | --------------- | ----------------- | --------------- |
| 1  | If I Needed Someone             |                 | 15 ottobre 2013   |                 |
| 2  | Friends Like You                |                 | 22 ottobre 2013   |                 |
| 3  | Flesh Is Weak                   |                 | 29 ottobre 2013   |                 |
| 4  | Last Dance                      |                 | 5 novembre 2013   |                 |
| 5  | Arthur's Theme                  |                 | 12 novembre 2013  |                 |
| 6  | Merry-Go-Round                  |                 | 19 novembre 2013  |                 |
| 7  | Sink or Swim                    |                 | 26 novembre 2013  |                 |
| 8  | Fait Accompli                   |                 | 3 dicembre 2013   |                 |
| 9  | Heart of Hope                   |                 | 10 dicembre 2013  |                 |
| 10 | Father's Day                    |                 | 17 dicembre 2013  |                 |
| 11 | All I Want for Christmas Is You |                 | 24 dicembre 2013  |                 |
| 12 | Ring in the New                 |                 | 31 dicembre 2013  |                 |
| 13 | Self Control                    |                 | 7 gennaio 2014    |                 |
| 14 | Intuition                       |                 | 14 gennaio 2014   |                 |
| 15 | Life After Life                 |                 | 21 gennaio 2014   |                 |
| 16 | Prince Among Men                |                 | 28 gennaio 2014   |                 |
| 17 | Things We Lost in the Fire      |                 | 4 febbraio 2014   |                 |
| 18 | Eat Your Heart Out              |                 | 11 febbraio 2014  |                 |
| 19 | Aftertaste                      |                 | 18 febbraio 2014  |                 |
| 20 | Anything You Can Do             |                 | 25 febbraio 2014  |                 |
| 21 | Instinct                        |                 | 4 marzo 2014      |                 |
| 22 | Exit Strategy (Part 1)          |                 | 11 marzo 2014     |                 |
| 23 | Exit Strategy (Part 2)          |                 | 18 marzo 2014     |                 |
| 24 | Green Ink                       |                 | 25 marzo 2014     |                 |
| 25 | The Cruellest Month             |                 | 1º aprile 2014    |                 |
| 26 | The Win                         |                 | 8 aprile 2014     |                 |
| 27 | Cold Heart, Warm Hands          |                 | 15 aprile 2014    |                 |
| 28 | Battle Lines                    |                 | 22 aprile 2014    |                 |
| 29 | Wild Child                      |                 | 29 aprile 2014    |                 |
| 30 | My Name Is Joe                  |                 | 6 maggio 2014     |                 |
| 31 | No Apologies                    |                 | 13 maggio 2014    |                 |
| 32 | Keeping Mum                     |                 | 22 maggio 2014    |                 |
| 33 | Crush                           |                 | 27 maggio 2014    |                 |
| 34 | Collateral                      |                 | 3 giugno 2014     |                 |
| 35 | Masquerade                      |                 | 10 giugno 2014    |                 |
| 36 | Little Star                     |                 | 19 giugno 2014    |                 |
| 37 | Every Dog Has Its Day           |                 | 26 giugno 2014    |                 |
| 38 | All Before Them                 |                 | 30 giugno 2014    |                 |
| 39 | Captive                         |                 | 9 luglio 2014     |                 |
| 40 | The Spirit...                   |                 | 15 luglio 2014    |                 |
| 41 | A Heart Man                     |                 | 22 luglio 2014    |                 |
| 42 | One Small Step                  |                 | 29 luglio 2014    |                 |
| 43 | Affair of the Mind              |                 | 5 agosto 2014     |                 |
| 44 | Star Crossed Lovers             |                 | 12 agosto 2014    |                 |
| 45 | The Art of Losing               |                 | 19 agosto 2014    |                 |
| 46 | Going, Going...                 |                 | 26 agosto 2014    |                 |
| 47 | The Looking Glass               |                 | 2 settembre 2014  |                 |
| 48 | Hoops                           |                 | 9 settembre 2014  |                 |
| 49 | Forgive Me Father               |                 | 16 settembre 2014 |                 |
| 50 | Mummy Dearest                   |                 | 23 settembre 2014 |                 |
| 51 | Inside Out                      |                 | 30 settembre 2014 |                 |
| 52 | True Colours                    |                 | 7 ottobre 2014    |                 |